# Ye Yifei
Yifei Ye (ur. 16 czerwca 2000 w Xi’an, Chiny) – chiński kierowca wyścigowy, obecnie zawodnik zespołu AF Corse w klasie Hypercar serii FIA World Endurance Championship (WEC). W 2025 roku wraz z zespołem AF Corse wygrał 24-godzinny wyścig Le Mans, stając się pierwszym Chińczykiem, który odniósł zwycięstwo w tej prestiżowej imprezie.

## Kariera

### Wczesne lata i karting
Yifei Ye od najmłodszych lat wykazywał zainteresowanie sportami motorowymi. Swoją przygodę z kartingiem rozpoczął w wieku 10 lat, a już w wieku 11 lat występował w oficjalnych zawodach na poziomie krajowym. W latach 2011 i 2012 zdobył tytuł mistrza Chin w kartingu, co przyciągnęło uwagę chińskich i międzynarodowych środowisk wyścigowych.
Dzięki wsparciu rodziny oraz chińskich sponsorów, Yifei zdecydował się na rozwój kariery w Europie – uważanej za światowe centrum szkolenia młodych kierowców. Wyjazd do Europy w młodym wieku był dużym wyzwaniem, ponieważ wiązał się nie tylko ze zmianą środowiska i poziomu rywalizacji, ale również z nauką języka i aklimatyzacją w zupełnie nowym otoczeniu.
Już w 2013 roku Yifei Ye rozpoczął regularne starty w europejskich zawodach kartingowych, głównie we Włoszech i we Francji, które słyną z bardzo silnych krajowych mistrzostw. Startował w prestiżowych zawodach takich jak Trofeo Andrea Margutti i WSK Series, rywalizując z najlepszymi młodymi talentami z całego świata.

### Bolidy jednomiejscowe
W 2016 roku Yifei przeniósł się do Europy i ścigał się w serii Francuskiej Formuły 4, gdzie zdobył mistrzostwo, wygrywając 14 z 23 wyścigów. Jego talent został szybko zauważony, co pozwoliło mu awansować do wyższych serii jednomiejscowych bolidów.
W 2020 roku zdobył tytuł mistrza w Euroformula Open Championship, serii wyścigowej będącej pomostem do wyścigów prototypowych i wyścigów długodystansowych.

### Wyścigi długodystansowe i ELMS
Od 2021 roku Yifei Ye skupił się na wyścigach endurance, startując w Europejskiej Le Mans Series (ELMS) oraz Azjatyckiej Le Mans Series (Asian Le Mans Series). Już wtedy pokazał się jako wybitny talent, zdobywając mistrzostwa w obu seriach w tym samym roku.

### Starty w klasie Hypercar
W 2023 roku Ye dołączył do zespołu Hertz Team Jota, startującego w klasie Hypercar FIA WEC, co było dużym krokiem w jego karierze, stawiając go w gronie najlepszych kierowców endurance na świecie.
Od sezonu 2024 jest oficjalnym kierowcą fabrycznym Ferrari w zespole AF Corse, gdzie ściga się modelem Ferrari 499P w kategorii Hypercar.

## Osiągnięcia
- 2011–2012: Mistrz Chin w kartingu
- 2016: Mistrz Francuskiej Formuły 4 (14 zwycięstw w sezonie)
- 2020: Mistrz Euroformula Open Championship
- 2021: Mistrz Europejskiej Le Mans Series (ELMS)
- 2021: Mistrz Azjatyckiej Le Mans Series (Asian Le Mans Series)
- 2025: Zwycięzca 24-godzinnego wyścigu Le Mans (klasa Hypercar) z zespołem AF Corse

- Pierwszy Chińczyk, który wygrał 24h Le Mans

## Znaczenie i wpływ
Yifei Ye jest jednym z najbardziej rozpoznawalnych chińskich kierowców wyścigowych na świecie. Jego sukcesy w wyścigach endurance oraz historyczne zwycięstwo w Le Mans 2025 roku pomogły zwiększyć zainteresowanie motorsportem w Chinach, otwierając drzwi dla kolejnych chińskich talentów w międzynarodowych seriach wyścigowych.